# XO (лейбл звукозаписи)
XO или XO Records — канадский звукозаписывающий лейбл, основанный канадским певцом и автором песен The Weeknd, его менеджерами Васимом Слаиби и Амиром Эсмаилианом, а также его креативным директором Ла Маром Тейлором. Васим Слаиби также является CEO лейбла. Является дочерней компанией Universal Music Group, дистрибьютор лейбла — Republic Records.
В лейбл входят четыре музыканта (The Weeknd, Belly, Nav, Black Atlass и Chxrry22). У лейбла есть шесть проектов, дебютировавших на первом месте в Billboard 200: Beauty Behind The Madness, Starboy, My Dear Melancholy, Bad Habits, After Hours и Good Intentions, причём последние два достигли этого результата в первой половине 2020 года.

## История
В 2011 году The Weeknd, Васим Слаиби, Амир Эсмаилиан и Ламар Тейлор основали XO в качестве неофициального лейбла для выпуска трёх микстейпов The Weeknd: House of Balloons, Thursday и Echoes of Silence. Микстейпы принесли The Weeknd популярность и признание со стороны популярных изданий, а также помогли укрепить репутацию лейбла.
Когда The Weeknd подписал контракт с лейблом Republic Records в 2012 году, он стал дистрибьютором XO. В 2015 году рэперы Belly и Дерек Уайз подписали контракт с XO. В 2016 году к лейблу присоединился рэпер Nav. Хип-хоп дуэт 88Glam присоединился к лейблу в 2017 году, после выпуска их независимого одноимённого микстейпа. Дуэт покинул лейбл в 2020 году. В 2018 году певец Black Atlass присоединился к лейблу, но в 2022 году покинул его. В 2022 году к лейблу присоединилась певица Chxrry22, до этого не выпускавшая музыку.

## Музыканты

### Нынешние
| Музыкант(ы) | Год подписания контракта | Релизов под лейблом |
| ----------- | ------------------------ | ------------------- |
| The Weeknd  | 2012                     | 10                  |
| Belly       | 2015                     | 5                   |
| Nav         | 2016                     | 6                   |
| Chxrry22    | 2022                     | 0                   |

### Бывшие
| Музыкант(ы)  | Годы подписания и расторжения контракта | Релизов |
| ------------ | --------------------------------------- | ------- |
| 88Glam       | 2017—2020                               | 2       |
| Black Atlass | 2018—2022                               | 2       |

### Продюсеры
| Продюсер       | Год вступления в лейбл |
| -------------- | ---------------------- |
| Illangelo      | 2011                   |
| DaHeala        | 2013                   |
| DannyBoyStyles | 2013                   |
| Belly          | 2013                   |
| Nav            | 2016                   |